# Mark Smith (sonoplasta)
Mark Smith é um sonoplasta estadunidense. Venceu o Oscar de melhor mixagem de som na edição de 1993 por The Last of Mohicans, ao lado de Chris Jenkins, Doug Hemphill e Simon Kaye.